# 法国霍普航空
法航霍普航空（英語：Air France Hop）是法國航空旗下的支线航空公司，2013年3月31日由Airlinair、不列特航空和区域航空合併而成，航班以巴黎和里昂为枢纽来往欧洲境内六十多个目的地。

## 歷史

法國霍普航空的標誌（2012–2019）

法國霍普航空的建立是為了更有效地與已經拿取了法國航空區域性航班市佔率的低成本航空公司競爭。它營運的航機由法國航空原有的旗下區域性航班公司合併組成。从2015年开始其收支计划平衡。这个子公司的产生是总公司重组的中心部分，2012年6月总公司的债务为62.4亿欧元，通过重组公司打算节省20亿欧元。原来三个地方子公司的合并要在两年内节省15的成本。通过集中营销和简化结构还能够节省更多支出。
2013年3月26日在法航首席执行官亚历山大·德·朱尼亚克和法国副运输部长弗雷德里克 ·居维利耶在巴黎-奥利机场正式出席成立仪式。2013年3月31日一架从巴黎-奥利机场去往佩皮尼昂的龐巴迪CRJ-1000是HOP!的首次飞行。
2015年4月10日公司获得了首批订购的五架ATR72-600。
2015年7月法荷航集團宣布2017年把不列特航空、Régional和Airlinair全部合并到Hop!来降低支出并裁剪245个职位。
2019年1月31日，最后一架ATR72飞机退出商业运营。
2019年4月，ERJ145飞机全数退出商业运营。
2022年11月30日，最后一架CRJ-1000退出商业运营。

## 機隊

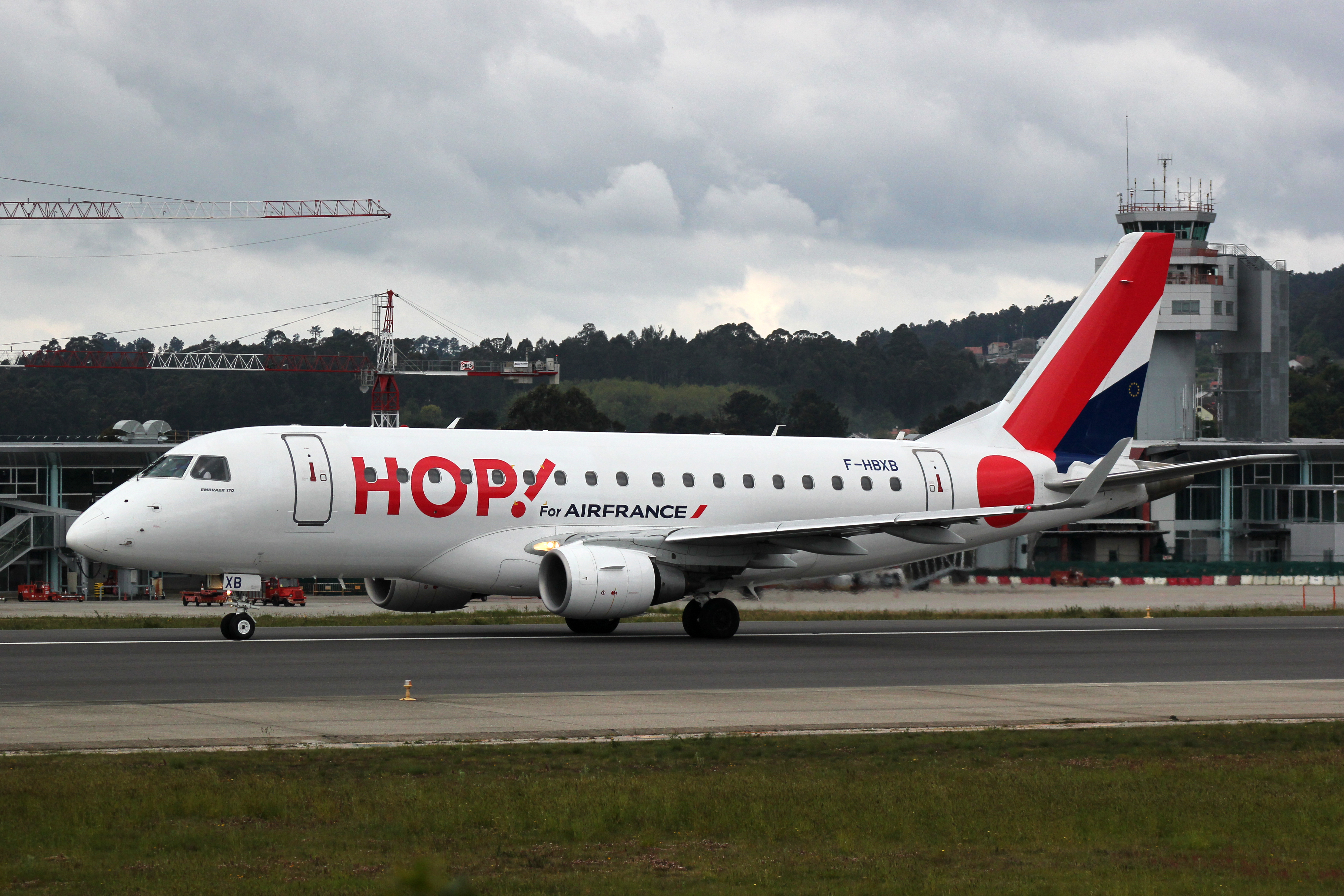
HOP! E-170

截至2023年8月，法國霍普航空機隊擁有以下飛機：